# Орацио Алфани
Орацио Алфани (ок. 1510 – 1583) е италиански художник от епохата на Ренесанса, активен както в Палермо, така и в Перуджа.
Понякога е наричан Орацио ди Доменико или ди Парис Алфани. Роден е близо до Перуджа, той първо се обучава с баща си, художника Доменико Алфани. Работата му е повлияна и от маниеристките художници Росо Фиорентино и Рафаелино дел Коли. През 1539 г. отива да работи в катедралата в Палермо в Сицилия. Връща се в Перуджа през 1544 г. През 1573 г. основава Accademia del Disegno в Перуджа заедно с архитекта Рафело Соци. Тази институция все още съществува днес като Accademia di Belle Arti Pietro Vannucci (Академия за изящни изкуства „Пиетро Перуджино“).
Повечето от картините и фреските му са в музеи и църкви в Перуджа и Палермо. Сред най-известните му картини е Мистичният брак на Света Екатерина, нарисувана през 1549 г.
Орацио Алфани умира през 1583 г. в Рим. Синът му със същото име също е художник.